# Hermes House Band
Hermes House Band este o formație olandeză de Dance-pop din Rotterdam, Olanda de Sud, formată în 1984. Membrii formației sunt:
- Jop Wijlacker (Mr Jop)
- Bas Vegas
- Miss Sally
- Sjoerd de Freeze
- Lex Flex
- Dieter Uboot
- Tropical Danny

## Discografie
1. 010 Hallo Rotterdam (1991)
2. Thuis (1992)
3. Strak! (1997)
4. Life on Planet Disco (1998)
5. I Will Survive - The Party Album (1999)
6. Life is a Party (2000)
7. The Album (2001)
8. Get Ready To Party (2004)
9. Greatest Hits (2008)
10. Rhythm of the Nineties (2008)
11. Champions! The Greatest Stadium Hits (2010)